# Cataulacus silvestrii
Cataulacus silvestrii é uma espécie de formiga do gênero Cataulacus, pertencente à subfamília Myrmicinae.